# Saint-Remy-sous-Broyes

Saint-Remy-sous-Broyes este o comună în departamentul Marne, Franța. În 2009 avea o populație de 97 de locuitori.